# Garotozil de Podrezepam
Garotozil de Podrezepam é o quinto álbum de estúdio do grupo músical brasileiro de punk rock Garotos Podres.
Editado no final de 2003, o álbum contém onze músicas. Entre elas, estão três versões: "O Adventista" do Camisa de Vênus, "Born to Be Wild" do Steppenwolf e "A Internacional", um poema de Eugène Pottier escrito em 1871.
Este álbum foi produzido de forma totalmente independente e acabou sendo distribuído pela própria banda. Em 2004, foi editado em Portugal e distribuído para a Europa pelo selo português AntiCorpos D.I.Y.

## Faixas[2]
| N.º | Título                         | Compositor(es)                        | Duração |  |
| 1.  | "Vomitaram No Trêm"            | Garotos Podres                        | 1:52    |  |
| 2.  | "Agente Secreto"               | Garotos Podres                        | 2:34    |  |
| 3.  | "Sou Um Fracasso-Maníaco"      | Garotos Podres                        | 2:20    |  |
| 4.  | "Serviço Militar"              | Garotos Podres                        | 1:25    |  |
| 5.  | "Ditador"                      | Garotos Podres                        | 2:35    |  |
| 6.  | "Nasci Pra Ser Selvagem"       | Garotos Podres, Steppenwolf           | 2:54    |  |
| 7.  | "Ainda Vamos Tocar Bossa-Nova" | Garotos Podres                        | 3:04    |  |
| 8.  | "A Internacional"              | Garotos Podres                        | 3:47    |  |
| 9.  | "O Ocidente é Um Acidente"     | Garotos Podres                        | 1:35    |  |
| 10. | "Tô De Saco Cheio"             | Garotos Podres                        | 1:57    |  |
| 11. | "O Adventista"                 | Marcelo Nova, Franz Hummel, Buzzcocks | 3:02    |  |

## Integrantes
Mao - vocal

Mauro - guitarra e vocal de apoio

Sukata - baixo e vocal de apoio

Capitão Caverna - bateria e vocal de apoio